# Пчельник, Дарья Владимировна
Дарья Владимировна Пчельник (бел. Дар'я Уладзіміраўна Пчэльнік; род. 20 декабря 1981, Гродно) — белорусская легкоатлетка, специалистка по метанию молота. Выступала за сборную Белоруссии по лёгкой атлетике во второй половине 2000-х годов, чемпионка Универсиады в Бангкоке, многократная победительница и призёрка первенств национального значения, участница летних Олимпийских игр в Пекине. Мастер спорта Республики Беларусь международного класса.

## Биография
Дарья Пчельник родилась 20 декабря 1980 года в городе Гродно Белорусской ССР.
Проходила подготовку в Гродненской специализированной детско-юношеской школе олимпийского резерва. Окончила факультет психологии Гродненского государственного университета (2007).
Впервые заявила о себе в лёгкой атлетике на международном уровне в сезоне 2005 года, когда вошла в состав белорусской национальной сборной и выступила на чемпионате мира в Хельсинки — метнула здесь молот на 65,54 метра и в финал не вышла. Также, будучи студенткой, представляла Белоруссию на Универсиаде в Измире, где с результатом 63,89 метра закрыла десятку сильнейших. При этом на соревнованиях в Минске показала 16-й результат мирового сезона (71,08).
В 2007 году одержала победу на Универсиаде в Бангкоке (68,74).
В июне 2008 года на соревнованиях в Минске установила свой личный рекорд в метании молота — 76,33 метра, который по итогам сезона стал четвёртым результатом в мировом рейтинге. Выполнив олимпийский квалификационный норматив, удостоилась права защищать честь страны на летних Олимпийских играх в Пекине — в программе метания молота благополучно преодолела предварительный квалификационный этап, тогда как в финале показала результат 73,65 метра и расположилась в итоговом протоколе на четвёртой строке.
После пекинской Олимпиады Пчельник осталась действующей спортсменкой и продолжила принимать участие в крупнейших международных стартах. Так, в 2009 году она отметилась выступлением на чемпионате мира в Берлине (69,30), была пятой на Всемирном легкоатлетическом финале в Салониках (69,00).
В 2010 году заняла третье место в Суперлиге командного чемпионата Европы в Бергене (69,86), стартовала на чемпионате Европы в Барселоне, но провалила здесь все три попытки на предварительном квалификационном этапе, не показав никакого результата.
Впоследствии продолжала выступать на различных легкоатлетических турнирах вплоть до 2014 года, хотя в последнее время уже не показывала сколько-нибудь значимых результатов не международной арене.
За выдающиеся спортивные достижения удостоена почётного звания «Мастер спорта Республики Беларусь международного класса».
В 2017 году после перепроверки допинг-проб, взятых на Олимпийских играх в Пекине, Дарья Пчельник была уличена в использовании запрещённого препарата туринабола. В итоге все её результаты с 20 августа 2008 года по 19 августа 2010 года были аннулированы, кроме того, спортсменку дисквалифицировали сроком на два года.